# Ceranchia apollina
Ceranchia apollina är en fjärilsart som beskrevs av Butler 1878. Ceranchia apollina ingår i släktet Ceranchia och familjen påfågelsspinnare. Inga underarter finns listade i Catalogue of Life.